# TJ Baník Švermov (hokejový klub)
TJ Baník Švermov (celým názvem: Tělovýchovná jednota Baník Švermov) byl československý klub ledního hokeje, který sídlil ve Švermově ze Středočeského kraje. Klub byl založen v roce 1929 pod názvem HOSK Motyčín, zápasy hráli na zaniklém rybníku Fuksák. Po druhé světové válce působili jako HOSK Hnidousy a od roku 1948 spadali pod Sokol, celým názvem Sokol Důl Gottwald Švermov. V roce 1952 se tělovýchovné jednotky sjednotili a klub se naposledy přejmenoval na TJ Baník Švermov. V roce 1980 ukončil předseda tělovýchovné jednoty Baníku Švermov činnost z finančních důvodů, funkcionáři klubu se rozhodli založit nový oddíl TJ Hvězda Kladno. 

## Historické názvy
- 1929 – HOSK Motyčín (Hokejový odbor sportovního klubu Motyčín)
- 1945 – HOSK Hnidousy (Hokejový odbor sportovního klubu Hnidousy)
- 1948 – Sokol Důl Gottwald Švermov
- 1952 – TJ Baník Švermov (Tělovýchovná jednota Baník Švermov)

## Přehled ligové účasti
Stručný přehled
Zdroj: 
- 1969–1973: Hokejová divize (3. ligová úroveň v Československu)
- 1973–1976: Hokejová divize (4. ligová úroveň v Československu)

Jednotlivé ročníky
Legenda: ZČ - základní část, červené podbarvení - sestup, zelené podbarvení - postup, fialové podbarvení - reorganizace, změna skupiny či soutěže
| Československo (1969 – 1976) |                |           |          |                                       |               |
| Sezóny                       | Soutěž         | Úroveň    | ZČ       | Play-off, nadstavba, sk. o udržení... | Poznámky      |
| 1969/70                      | Divize – sk. D | 3. úroveň | 2. místo |                                       |               |
| 1970/71                      | Divize – sk. D | 3. úroveň | 3. místo |                                       |               |
| 1971/72                      | Divize – sk. D | 3. úroveň | 4. místo |                                       |               |
| 1972/73                      | Divize – sk. D | 3. úroveň | 3. místo |                                       | Reorganizace  |
| 1973/74                      | Divize – sk. D | 4. úroveň | 2. místo |                                       |               |
| 1974/75                      | Divize – sk. D | 4. úroveň | 4. místo |                                       | Změna skupiny |
| 1975/76                      | Divize – sk. A | 4. úroveň | 7. místo |                                       | Sestup        |